# La Croisille
La Croisille település Franciaországban, Eure megyében. Lakosainak száma 409 fő (2022. január 1.). La Croisille Ferrières-Haut-Clocher, Glisolles, Portes és Le Val-Doré községekkel határos.

## Népesség
A település népességének változása:
| Lakosok száma | 110  | 213  | 328  | 364  | 437  | 442  | 440  | 432  | 425  | 409  |
|               | 1968 | 1982 | 1990 | 2006 | 2013 | 2015 | 2017 | 2019 | 2020 | 2022 |